# Helwa Ya Baladi
Pour les articles homonymes, voir Baladi.
Singles de Dalida
Lambeth Walk Problemorama

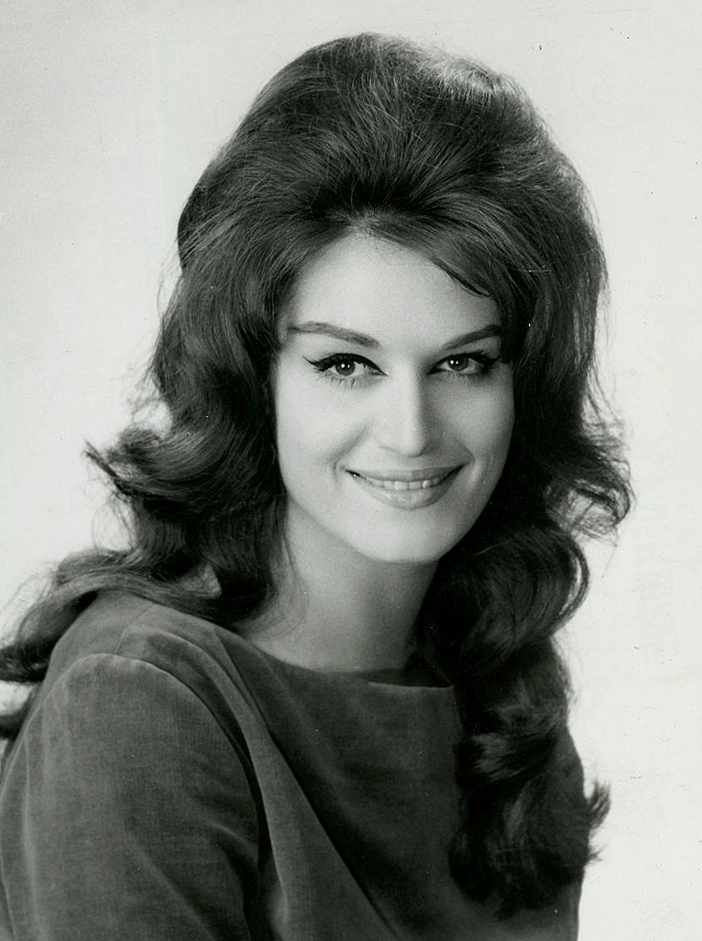
Dalida en 1961.

Helwa Ya Baladi est une chanson en arabe égyptien de Dalida, sortie en 1979.

## La version originale de Dalida
Helwa ya baladi est le premier extrait de l'album Dédié à toi. C'est également la seconde chanson que Dalida a enregistrée en arabe. Mise en parole et musique par Gilbert Sinoué, Marwan Saada, Jeff Barnel et Bernard Liamis, cette chanson, dédiée à sa terre natale qui la hantera toute sa vie, l'Egypte. La chanson aura un impact très grand dans les pays du Moyen-Orient, si bien qu'elle deviendra un classique et sera reprise régulièrement jusqu'à aujourd'hui.
C'est durant la série de concerts donnés en juin 1979 en Égypte que la chanteuse a inscrit Helwa ya baladi à son répertoire scénique. La chanson ne sera d'ailleurs interprétée sur scène que lors des concerts donnés dans les pays du Proche ou du Moyen-Orient.
Dalida a toutefois interprété Helwa ya baladi à plusieurs reprises au cours d'émissions télévisées en France (Midi-première...).
La chanson sera enregistrée en français (Comment l'oublier en 1982) et en espagnol (Io t'amero en 1984) et sera également re-mixée en espagnol pour l'album Le Rêve oriental (1998) et en égyptien pour le « best of Arabian songs » (2009).

## Reprises
La chanson sera souvent reprise par divers interprètes, on peut noter celle d'Ishtar (qui a également repris Salma Ya Salama avec succès) parue en 2005 sur l'album Je sais d'où je viens, ainsi que celle de la chanteuse libanaise Elissa, parue en 2014 sur l'album Halet Hob.
La chanteuse palestinienne Lina Sleibi, l'a interprétée en 2015. 

## Classement hebdomadaire
| Classement (1974-1975) | Meilleure position |
| ---------------------- | ------------------ |
| Turquie                | 20                 |